# 英云闪长岩

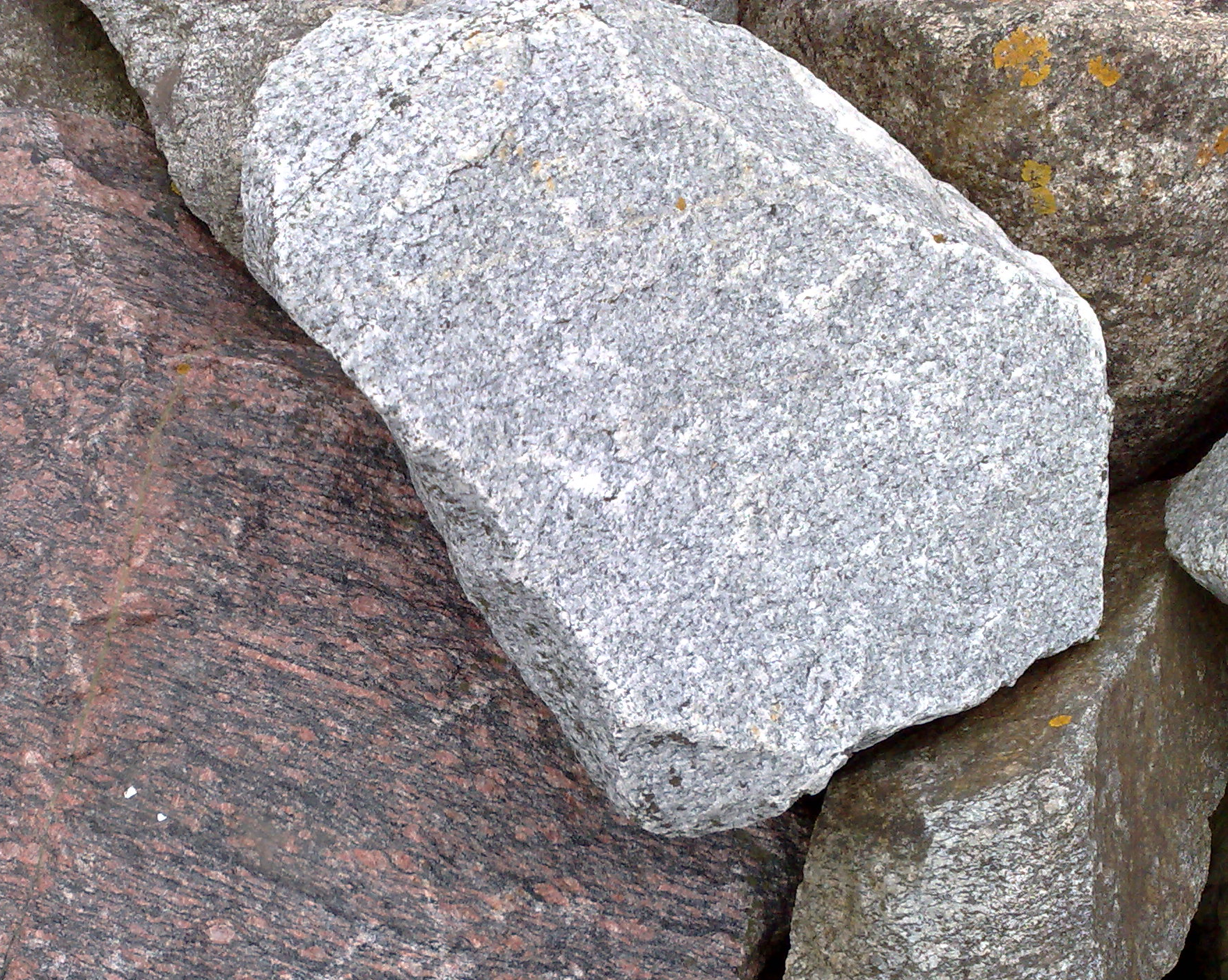
红色花岗片麻岩上的一片英云闪长岩，产自瑞典雪恩島。

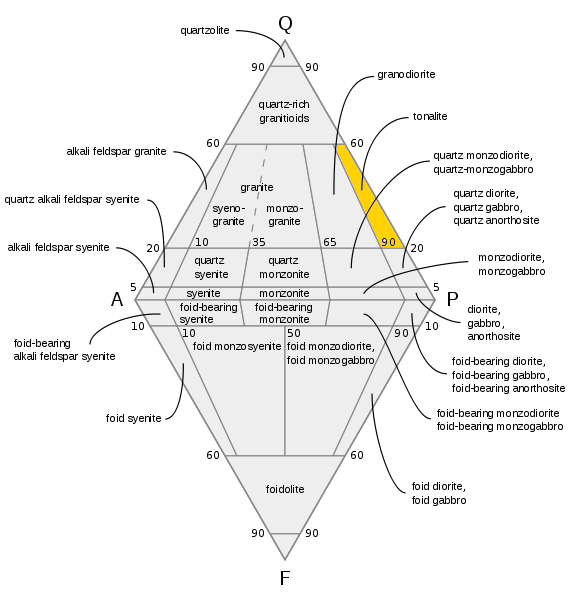
QAPF分类图表，英云闪长岩区域高亮

英云闪长岩（英語：tonalite）是一种长英质深成火成岩，有显晶石纹理。长石属于斜长石（一般是奥长石和中长石），碱性长石占长石材料的占比低于10%。总的石英-碱性长石-斜长石-似长石成分（QAPF）中， 石英（SiO2）占比超过20%。共生矿物常见的有角闪石和黑云母。
在较老的文献中，英云闪长岩与石英闪长岩是同一种岩石；现行的国际地质科学联盟QAPF分类图表对英云闪长岩的定义中要求其含高于20%的石英，而石英闪长岩的石英含量是5-20%。
Gerhard vom Rath首次于1864年描述了这种岩石。石英二長岩由A. Cathrein于1890年描述，是一种含正长石（可能是花岗闪长岩）的英云闪长岩，后来才指石英二长石。
奥长花岗岩是富钠英云闪长岩的一个少正长石品类，镁铁质成分仅有黑云母且含量极少。
英云闪长岩和 花岗闪长岩都是形成于隐没带之上的钙碱性岩浆系列岩盘的特征。